# 格林鎮區 (北卡羅萊納州吉爾福德縣)
格林鎮區（英語：Greene Township）是位於美國北卡羅萊納州吉爾福德縣的一個鎮區。

## 地方資料
格林鎮區的面積為92.46平方千米，皆為陸地。根據2020年美國人口普查的數據，當地共有人口3659人，而人口密度為每平方千米39.57人。